# Ideologia niemiecka
Ideologia niemiecka (niem. Die deutsche Ideologie) – zbiór rękopisów napisanych przez Karola Marksa i Fryderyka Engelsa w kwietniu lub na początku maja roku 1846. Marks i Engels nie mogli znaleźć wydawcy, jednak ich prace zostały odnalezione i po raz pierwszy opublikowane w 1932 roku przez Dawida Riazanowa z Instytutu Marksa i Engelsa w Moskwie.

## Przedmiot i znaczenie utworu
Książka składa się z wielu satyrycznie napisanych polemik skierowanych przeciwko Bruno Bauerowi, innym młodoheglistom i dziełu Maxa Stirnera Jedyny i jego własność (1844). Część pierwsza, jednak, jest wykładem filozoficznym, który wykazuje znaki bycia rozwinięciem dzieła, którego szkicem były Tezy o Feuerbachu. Dzieło to jest najprawdopodobniej najdłuższym i najbardziej wyczerpującym dostępnym nam opisem materialistycznej koncepcji historii Marksa, za co jest uznawane za bardzo wartościowe przez badaczy marksizmu. Tutaj po raz pierwszy użyty został przez Marksa i Engelsa termin „materialistyczne pojmowanie dziejów”. Swoją teorię Marks i Engels nazywają już nie „realnym humanizmem”, lecz komunistycznym, a także praktycznym materializmem. Krytyka ideologii burżuazyjnej (i jej najbardziej wyrafinowanej filozoficznej formy – „ideologii niemieckiej”) łączy się ze zdemaskowaniem utopijnych koncepcji panującego w ówczesnym ruchu robotniczym socjalizmu drobnomieszczańskiego.

## Tekst

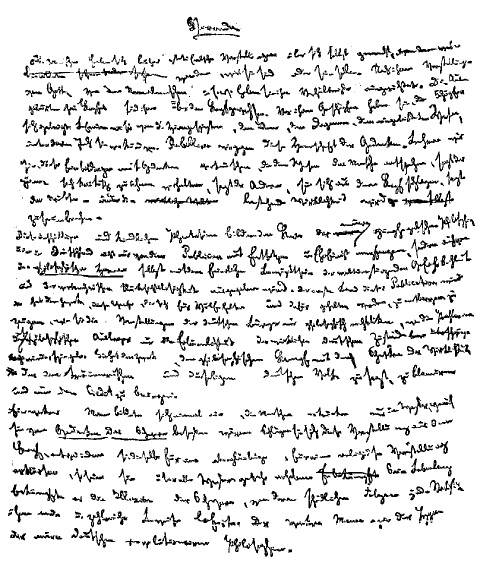
Pierwsza strona rękopisu (napisana przez Marksa)

Tekst został napisany przez Marksa i Engelsa w Brukseli pomiędzy 1845 a 1846, jednak nie został opublikowany aż do roku 1932. Przedmowa i różne zmiany lub naniesone poprawki napisane są pismem ręcznym Karola Marksa. Znaczna część rękopisu została napisana przez Fryderyka Engelsa, oprócz Rozdziału V Części II i niektórych akapitów Rozdziału III Części 1, które zostały napisane pismem Josepha Weydemeyera. Rozdział V w Części II został napisany przez Mosesa Hessa, a jego edycji dokonali Marks i Engels. Tekst w oryginalnym języku niemieckim sięga około 700 stron.

## Ogólne streszczenie
Marks i Engels stwierdzają, że ludzie odróżniają się od zwierząt w momencie, w którym zaczynają produkować swoje środki utrzymania; to, czym są jednostki w dużym stopniu zależy od produkcji, od tego co i w jakich warunkach produkują. Natura jednostek zależy więc od materialnych warunków mających wpływ na ich produkcję.
Na to, jak bardzo rozwinięte są siły wytwórcze kraju wskazuje podział pracy. Istnieje również bezpośrednie powiązanie z podziałem pracy, a formami własności.
Klasa rządząca, zarządzając materialną siłą społeczną, jest jednocześnie rządzącą siłą intelektualną. Reguluje ona produkcję i dystrybucję idei właściwych dla jej epoki. Jako że klasa rządząca zmienia się wraz z upływem czasu, tak samo zmieniają się idee i nowa klasa rządząca zastępuje je swoimi, ogłaszając je jako uniwersalne. Jednak iluzją jest to, że idee klasy rządzącej mają na celu dobro wszystkich obywateli. Taki stan rzeczy będzie istnieć tak długo, jak społeczeństwo jest zorganizowane w sposób, który zakłada istnienie klasy rządzącej.
Aby zilustrować tę teoretyczną ramę, Marks opiera się na teorii bazy i nadbudowy społeczeństwa. Rozwój historyczny jest odbiciem zmian w ekonomicznych i materialnych stosunkach bazy. Gdy baza się zmienia, rewolucyjna klasa staje się nową klasą rządzącą, która tworzy nadbudowę. W czasie rewolucji, rewolucyjna klasa upewnia się, że jej idee są atrakcyjne dla całej ludzkości, tak, żeby po udanej rewolucji wydawały się naturalne i uniwersalne. Te idee, propagowane przez nadbudowę, stają się wtedy ideologią panującą w danej epoce. Co więcej, dana ideologia panująca mistyfikuje ekonomiczne relacje rządzące społeczeństwem i tym samym umieszcza proletariat w stanie fałszywej świadomości, który służy do reprodukcji warstwy pracującej.
Moralność, religia, metafizyka i cała reszta ideologii i odpowiadającym ich formom świadomości nie posiadają już ułudy niezależności; nie posiadają własnej historii i rozwoju, lecz są produktem ludzi, którzy rozwijając swoje możliwości materialnej produkcji zmieniają swoje życie i tym samym myślenie.
Takie podejście pozwala nam przestać rozumieć historię jako zbiór martwych faktów lub jako wyimaginowanej działalności podmiotów.